# Jan Snijders (psycholoog)

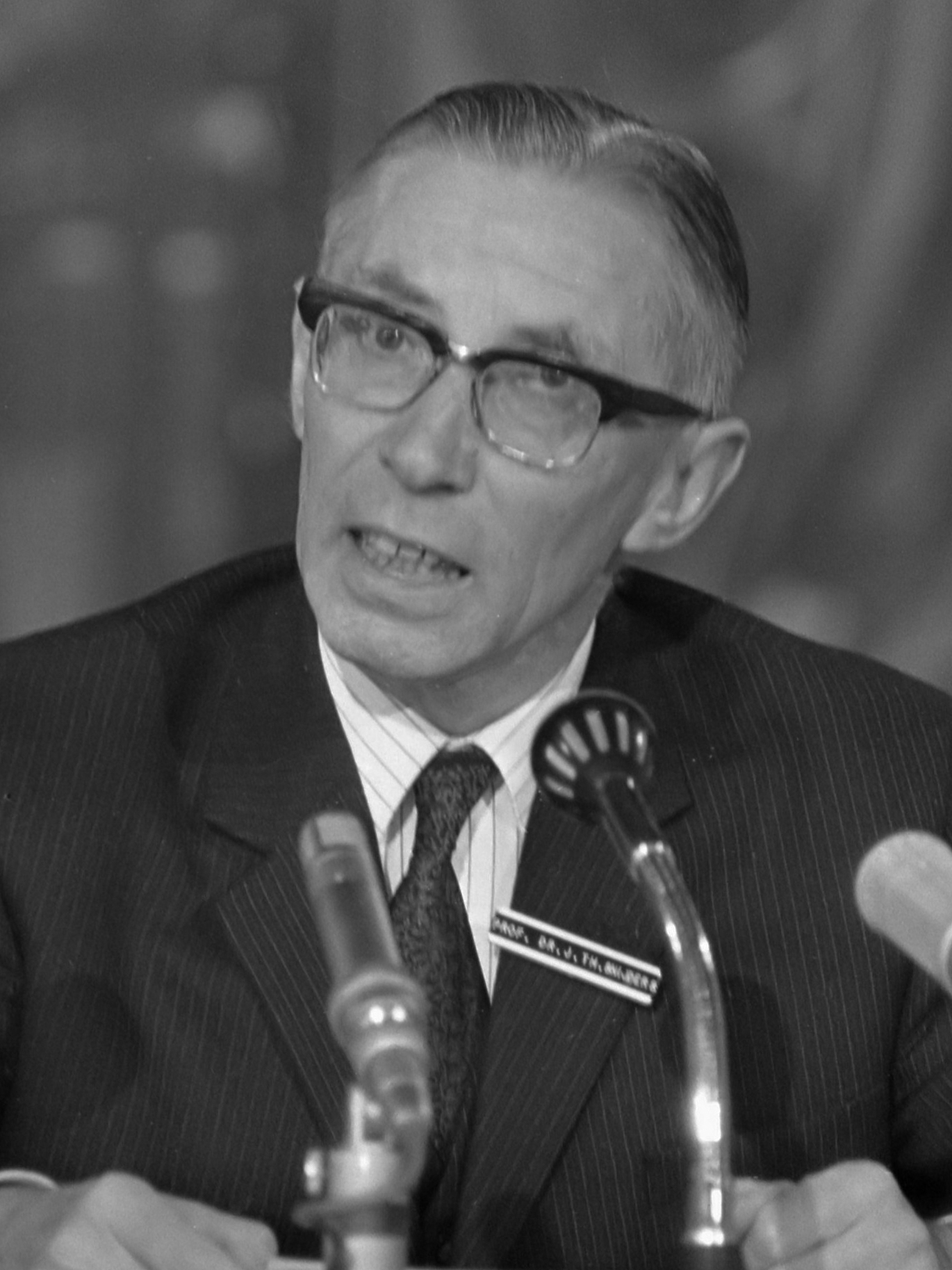
Jan Snijders (1968)

Johannes Theodorus (Jan) Snijders, (Roelofarendsveen, 14 mei 1910 - Groningen, 6 maart 1997) was een Nederlandse psycholoog en universitair bestuurder. Snijders was van 1954 tot 1980 hoogleraar psychologie aan de Rijksuniversiteit Groningen. Van 1967 tot 1969 was hij tevens rector magnificus in Groningen.
Na zijn studies in Freiburg, Leuven en Nijmegen, en de afronding ervan in 1941 bij hoogleraar Th. Rutten te Nijmegen, werd hij eerst assistent aan het Psychologisch Laboratorium van Rutten in Nijmegen, daarna hoofdassistent aan het Pedagogisch Instituut van prof. M.J. Langeveld in Utrecht. In 1947 werd hij benoemd tot lector in de psychotechniek aan de Katholieke Hogeschool in Tilburg en werd hij hoofd van de Tilburgse afdeling van het Gemeenschappelijk Instituut voor Toegepaste Psychologie (GITP). In 1949 volgde zijn benoeming tot buitengewoon hoogleraar toegepaste psychologie in Groningen waar hij tegelijkertijd directeur werd van het Instituut voor Toegepaste Psychologie. In 1954 werd hij benoemd tot opvolger van prof. H. Brugmans als gewoon hoogleraar in de psychologie.
Snijders promoveerde in 1946 te Nijmegen op het proefschrift Zelfcorrectie en zelfcritiek bij kinderen in de kleuterperiode. Hij was getrouwd met de Nijmeegse psychologe Nan Oomen, bekend van de Snijders-Oomen niet-verbale intelligentietests. Samen met zijn vrouw werkte Snijders aan de ontwikkeling van de SON-tests. Uit hun huwelijk werden een dochter en twee zonen geboren. Zijn oudste zoon is de Groningse hoogleraar methodologie en statistiek Tom Snijders.
Na zijn pensionering in 1980 zette hij zich onder meer in voor het hoger onderwijs voor ouderen (HOVO). Ook stelde hij een bloemlezing samen van gedichten voor ouderen, Laat seizoen (1989). In 1994 ontving hij de Heymans Senior-onderscheiding, uitgereikt voor zijn bijzondere wetenschappelijke verdiensten voor de psychologie.